# Wilco
Wilco – amerykański zespół rockowy z Chicago. Zespół został założony przez Jeffa Tweddy’ego w 1995 po rozwiązaniu grupy Uncle Tupelo, grającej country alternatywne. Mimo że zespół nawiązywał do stylu muzycznego granego wcześniej przez Uncle Tupelo, obecnie znany jest z rocka, rocka alternatywnego oraz eksperymentalnego stylu. W skład zespołu wchodzą obecnie: basista John Stirratt, gitarzysta Nels Cline, perkusista Glenn Kotche, multiinstrumentalista Pat Sansone i pianista Mikael Jorgensen. Zespół wydał jedenaście albumów studyjnych, album koncertowy, i trzy albumy we współpracy z Billym Braggiem.

## Dyskografia

### Albumy
- A.M. (1995)
- Being There (1996)
- Summerteeth (1999)
- Yankee Hotel Foxtrot (2002)
- A Ghost Is Born (2004)
- Kicking Television: Live in Chicago (2005)
- Sky Blue Sky (2007)
- Wilco (The Album) (2009)
- The Whole Love (2011)
- Star Wars (2015)
- Schmilco (2016)
- Ode to Joy (2019)

### Albumy współtworzone
- Mermaid Avenue we współpracy z Billym Braggiem – 23 czerwca 1998
- Mermaid Avenue Vol. II we współpracy z Billym Braggiem – 30 maja 2000
- Mermaid Avenue: The Complete Sessions we współpracy z Billym Braggiem – 21 kwietnia 2012

### EP
- More Like the Moon – 2003
- A Ghost is Born Tour EP – 2005

### Single
- "Box Full of Letters"
- "Outtasite (Outta Mind)" – 2 czerwca 1997
- "Can't Stand It" – 5 kwietnia 1999
- "A Shot in the Arm" 28 czerwca 1999
- "War on War" – 21 maja 2002